# أبو الفضل العباس بن فسنجاس
أبو الفضل العباس بن فسنجاس كان رجل دولة إيراني من عائلة فسنجاس التي خدمَت سلالة البويهيين.
كان من عائلة إيرانية ثرية نبيلة موطنها شيراز في فارس . وعندما استولى الحاكم البويهي عماد الدولة على شيراز، بايعه أبو الفضل، وأمده بالمال ليتمكن من دفع رواتب قواته الديلمية . ثم خدم أبو الفضل بعد ذلك معز الدولة شقيق عماد الدولة والي العراق . أصبح أبو الفضل، أثناء إقامته في العراق، وزيرًا للمالية في البصرة ، ثم توفي لاحقًا في عام 953 عن عمر يناهز 77 عامًا. وكان له ولدان هما أبو الفرج محمد وأبو محمد الفسنجس، وكانا يخدمان البويهيين في مناصب عالية.